# بونیا
بونیا (به لاتین: Bunia) یک شهر در جمهوری دموکراتیک کنگو است که در استان ایتوری واقع شده‌است. بونیا ۵۷٫۶ کیلومترمربع مساحت و ۳۶۶٬۱۲۶ نفر جمعیت دارد و ۱٬۲۷۷ متر بالاتر از سطح دریا واقع شده.